# Incognito Entertainment
Incognito Entertainment (Incog Inc.) és una empresa desenvolupadora de videojocs constituïda per treballadors de SingleTrac, l'empresa ha creat títols com el Twisted Metal i Jet Moto. Incog està ubicada a Salt Lake City, i és part del grup d'estudi a Santa Monica de SCEA. L'empresa està sota el president i principal fundador Scott Campbell, amb el gran col·laborador a SingleTrac i a Incog, David Jaffe, que ocasionalment treballa com a productor o dissenyador a l'equip de producció de la SCEA.

## Videojocs creats
- Warhawk (PlayStation 3) *actualment en desenvolupament
- Calling All Cars (Playstation 3 -- PSN)
- Twisted Metal: Head-On (PlayStation Portable)
- Twisted Metal: Black (PlayStation 2)
- Twisted Metal: Black Online (PlayStation 2)
- Twisted Metal: Small Brawl (PlayStation)
- War of the Monsters (PlayStation 2)
- Downhill Domination (PlayStation 2)